# Fantasy Records : série 8000 Stereo High Fidelity
La série 8000 Stereo High Fidelity est une nomenclature de référence des disques LP 33™ (10 ou 12") parus sous le label Fantasy Records. La numérotation est en principe chronologique par ordre de parution ou de réédition au format stéréophonique.

## Fantasy Records: série 8000 Stereo High Fidelity
La série 8000 Stereo High Fidelity recense 98 références de pressage en réédition stéréo toutes identifiées et numérotés de F-8001 à F-8098.
Elle compte aussi 89 références de pressage publiés en stéréo dont 15 restant à identifier et numérotés de F-8343 à F-8431.

## Catalogue discographique paru sous ce label
Le catalogue est présenté par listes de préfixe qui sont les références discographiques attribuées aux disques LP 33™ par ordre de publication.

### Les rééditions au formatStéréophonique

#### Année 1958: Disques LP33cm(ou 12")
- F 8001 : Anson Weeks and His Orchestra - Dancin' With Anson at the Sheraton Palace
- F 8002 : Elliot Lawrence - Dream On...Dance On
- F 8003 : Cal Tjader - Mas Ritmo Caliente !
- F 8004 : San Francisco Marching (Paul Miller) - The Good Old Days
- F 8005 : Cal Tjader / Stan Getz Sextet
- F 8006 : Anson Weeks - Memories Of Dancin' With Anson
- F 8007 : Dave Brubeck, Paul Desmond, Dave van Kriedt - Reunion
- F 8008 : C. De Triana, M. Cordoba, C. Ruiz, L. Garcia - Flamenco
- F 8009 : Little Symphony of San Francisco (Gregory Millar, Conductor) - Bartok: Two Portraits for Orchestra, Op. 5, Rhapsodies for Violin & Orchestra
- F 8010 : Paul Miller (San Francisco Marching, Trotting & Walking Band) - The Spirit of the 20's
- F 8011 : San Francisco Harry and the Barbary Coast Bandits - 30 Barbary Coast Favorites
- F 8012 : Mongo Santamaria Y Sus Ritmos Afro-Cubanos - Yambu
- F 8013 : Korla Pandit - Korla Pandit plays Music of the Exotic East
- F 8014 : Cal Tjader - Latin Concert
- F 8015 : Dessoff Choirs, Boepple - Roland de Lassus: Sacred and Secular Works
- F 8016 : Cal Tjader - Latin for Lovers With Strings

#### Année 1959: Disques LP33cm(ou 12")
- F 8017 : Cal Tjader - San Francisco Moods
- F 8018 : Korla Pandit - A The Pipe Organ
- F 8019 : Cal Tjader - Latin for Dancers
- F 8020 : Albert White and the Gaslight Orchestra - Over There (Your Father's Moustache No. 1)
- F 8021 : Elliot Lawrence - Elliot Lawrence Plays for Swinging Dancers
- F 8022 : Joe Loco Quintet - Cha Cha Cha
- F 8023 : Paul Miller (San Francisco Marching, Trotting & Walking Band) - Concert in the Park
- F 8024 : Jean Hoffman - Jean Hoffman
- F 8025 : Gus Mancuso & Friends -	Music From New Faces
- F 8026 : Cal Tjader - A Night At The Blackhawk
- F 8027 : Korla Pandit - Latin Holiday
- F 8028 :  Joe Loco Quintet - Ole, Ole, Ole
- F 8029 : Paul Miller (San Francisco Marching, Trotting & Walking Band) - Our Leader
- F 8030 : Cal Tjader - Goes Latin
- F 8031 : Elliot Lawrence - Big Band Sound
- F 8032 : Mongo Santamaria - Mongo
- F 8033 : Cal Tjader - Cal Tjader's Latin Kick
- F 8034 : Korla Pandit - Tropical Magic
- F 8035 : Cal Tjader - Cal Tjader Quintet (ur) F 8035 : Dessoff Choirs - Spanish Church Music of the 16th Century[1]
- F 8036 : Morton Estrin - Chopin Ballades; Fantasie in F
- F 8037 : Abramowitsch - Schubert: Sonata in D for Piano, Op. 53, D 850
- F 8038 : Cal Tjader - Concert By The Sea
- F 8039 : Korla Pandit - Speak To Me Of Love

#### Année 1960: Disques LP33cm(ou 12")
- F 8040 : Albert White & the Gaslight Orchestra - Your Father's Moustache : Volume 2
- F 8041 : Joe Loco - Latin Jewels
- F 8042 :	Pete Terrace Quintet (Joe Loco) - Going Loco
- F 8043 : Anson Weeks - More Dancin With Anson
- F 8044 : Cal Tjader - Concert On The Campus
- F 8045 : Mongo Santamaria - Our Man In Havana
- F 8046 : Albert White & His Masters of Melody - By Request
- F 8047 : Dave Brubeck - Brubeck a la Mode
- F 8048 : Joe Loco - The Best Of Joe Loco
- F 8049 : Korla Pandit - An Evening With Korla Pandit
- F 8050 : The Mastersounds - Swinging With The Mastersounds
- F 8051 : Anson Weeks - Cruising With Anson
- F 8052 : The Montgomery Brothers	 - The Montgomery Brothers
- F 8053 : Cal Tjader - Demasiado Caliente

#### Année 1961: Disques LP33cm(ou 12")
- F 8054 : Cal Tjader - West Side Story

#### Année 1962: Disques LP33cm(ou 12")
- F 8055 : Mongo Santamaria - Bembé!: Mongo in Havana
- F 8056 : Bob Wellman & His Orchestra - Dancing at the "Mark"
- F 8057 : Cal Tjader - Mambo With Tjader
- F 8058 : Mongo Santamaria - !Sabroso! Charanga Y Pachanga
- F 8059 : Cal Tjader - Live and Direct
- F 8060 : Francisco Aguabella Orchestra - Dance The Latin Way
- F 8061 : Korla Pandit - Music of Mystery and Romance
- F 8062 : Mastersounds - A Date With The Mastersounds
- F 8063 : Dave Brubeck / Bill Smith - Brubeck-Smith : Near-Myth
- F 8064 :  Joe Loco - Pachanga with Joe Loco
- F 8065 : Paul Miller - Roaring Twenties
- F 8066 : The Montgomery Brothers - The Montgomery Brothers In Canada
- F 8067 : Mongo Santamaria - !Arriba! La Pachanga
- F 8068 : Cal Tjader & Mary Stallings - Mary Stallings Sings, Cal Tjader Plays
- F 8069 : Dave Brubeck - Jazz At Oberlin
- F 8070 : Korla Pandit - Love Letters
- F 8071 : Mongo Santamaria - Mas Sabroso
- F 8072 : Cal Tjader - Plays Harold Arlen ou The Harold Arlen Song book
- F 8073 : Dave Bruebeck / Cal Tjader : Volume I ou  Dave Brubeck Trio featuring Cal Tjader
- F 8074 : Dave Bruebeck / Cal Tjader : Volume II
- F 8075 : Korla Pandit - Hypnotique
- F 8076 : Anson Weeks & His Orchestra - Dancin' at Anson's
- F 8077 : Cal Tjader - Plays Afro-Cuban : Ritmo Caliente
- F 8078 : Dave Brubeck - Jazz At College Of The Pacific
- F 8079 : Cal Tjader - Latino
- F 8080 : Dave Brubeck - Jazz At Storyville
- F 8081 : Dave Brubeck - Two Knights At The Blackhawk
- F 8082 : Gerry Mulligan/Paul Desmond - The Gerry Mulligan Quartet
- F 8083 : Cal Tjader - Cal Tjader Quartet
- F 8085 : Cal Tjader - Cal Tjader Quintet
- F 8086 : Korla Pandit - Music From Hollywood
- F 8087 : Mongo Santamaria - !Viva Mongo!
- F 8089 : Vince Guaraldi Trio - Jazz Impressions Of Black Orpheus
- F 8090 : Anson Weeks - Come Dancin With Anson At The Mark
- F 8091 : Sonny Terry & Brownie McGhee	 - At Sugar Hill
- F 8092 : Dave Brubeck/Paul Desmond - Brubeck/Desmond
- F 8093 : Dave Brubeck - The Dave Brubeck Quartet
- F 8094 : Dave Brubeck - The Dave Brubeck Octet
- F 8095 : Dave Brubeck/Paul Desmond - Brubeck And Desmond At Wilshire-Ebell
- F 8096 : Cal Tjader Quartet - Jazz at The Blackhawk
- F 8097 : Cal Tjader - Tjader Plays Tjazz
- F 8098 : Cal Tjader - Concert By The Sea, Vol. 2

### Les publications simultanément en double formatMono/Stéréophonique

#### Année 1962: Disques LP33cm(ou 12")
- F 8342 : Korla Pandit - Music for Meditation
- F 8343 : Benny Velarde - Ay Que Rico
- F 8344 : Goodwill Singers - Goodwill Singers

#### Année 1963: Disques LP33cm(ou 12")
- F 8345 : Odetta - Odetta with Larry Mohr
- F 8346 : Stan Wilson - Stan Wilson at the Hungry i
- F 8347 : Korla Pandit - Korla Pandit in Paris
- F 8348 : Cal Tjader / Stan Getz Sextet - Cal Tjader and Stan Getz Sextet
- F 3349 : Bola Sete - Bossa Nova
- F 8350 : Korla Pandit - Christmas with Korla Pandit
- F 8351 : Mongo Santamaria - Mighty Mongo
- F 8352 : Vince Guaraldi - In Person
- F 8353 :
- F 8354 : Mongo Santamaría - Mighty Mongo
- F 8355 : Anson Weeks - Reminiscing At The Mark
- F 8356 : Vince Guaraldi & Bola Sete - Vince Guaraldi, Bola Sete and Friends

#### Année 1964: Disques LP33cm(ou 12")
- F 8357 : Paul Bryant - Something's Happening" with Paul Bryant
- F 8358 : Bola Sete - Tour De Force
- F 8359 : Vince Guaraldi - Jazz Impressions
- F 8360 : Vince Guaraldi - The Latin Side Of Vince Guaraldi
- F 8361 : Washboard Three - The Goodtime
- F 8362 : Vince Guaraldi / Bola Sete - From All Sides
- F 8363 : Paul Bryant - Groove Time

#### Année 1965: Disques LP33cm(ou 12")
- F 8364 : Bola Sete - The Incomparable Bola Sete
- F 8365 : Jack Bedient & The Chessmen - Live At Harvey's
- F 8366 : Cal Tjader	 - Greatest Hits Volume One
- F 8367 : Vince Guaraldi - At Grace Cathedral
- F 8368 : Abe Battat at the Piano - Once Around the Block

#### Année 1966: Disques LP33cm(ou 12")
- F 8369 : Bola Sete - The Solo Guitar of Bola Sete
- F 8370 : ?
- F 8371 : Vince Guaraldi & Bola Sete - Live at El Matador
- F 8372 :  Dave Brubeck - Dave Brubeck's Greatest Hits
- F 8373 : Mongo Santamaria - Mongo's Greatest Hits
- F 8374 : Cal Tjader	 - Greatest Hits Volume Two
- F 8375 : Bola Sete And His New Brazillian Trio- Autentico!

#### Année 1967: Disques LP33cm(ou 12")
- F 8376 : Wes Montgomery / Montgomery Brothers - Wes' Best

### Les publications uniquement au formatStéréophonique

#### Année 1968: Disques LP33cm(ou 12")
- F 8377 : Vince Guaraldi with Bola Sete - Live-Live-Live
- F 8378 : Korla Pandit - Best of Korla Pandit
- F 8379 : Cal Tjader	 - Cal Tjader With Clare Fischer And His Orchestra : West Side Story
- F 8380 : Paul Mauriat - Paris by Night
- F 8381 : Earl "fatha" Hines - The Incomparable
- F 8382 : Creedence Clearwater Revival - Creedence Clearwater Revival
- F 8383 :

#### Année 1969: Disques LP33cm(ou 12")
- F 8384 : Cal Tjader - Plays Afro-Cuban : Ritmo Caliente (Réédition)
- F 8385 :
- F 8386 : Cal Tjader - Fuego
- F 8387 : Creedence Clearwater Revival - Bayou Country
- F 8388 :
- F 8389 : Paul Mauriat - Joyeux Noel
- F 8390 :
- F 8391 :
- F 8392 : Billie Joe Becoat	 - Reflections From a Cracked Mirror
- F 8393 : Creedence Clearwater Revival - Green River
- F 8394 : Paul Mauriat - The Latin Side of Paul Mauriat

#### Année 1970: Disques LP33cm(ou 12")
- F 8395 : Clover - Clover
- F 8396 : Bill Langford - Gangbusters and Lollipops : Bill Langford Plays the Mighty Warfield Wurlitzer
- F 8397 : Creedence Clearwater Revival - Willy And The Poor Boys
- F 8398 : Parish Hall - Parish Hall
- F 8399 :
- F 8400 : The Brothers Four - 1970
- F 8401 : Billie Joe Becoat - Let's Talk For Awhile
- F 8402 : Creedence Clearwater Revival - Cosmo's Factory
- F 8403 : Alice Stuart - Full Time Woman

#### Année 1971: Disques LP33cm(ou 12")
- F 8404 : Abel	- Please World
- F 8405 : Clover - Forty-Niner
- F 8406 : Cal Tjader	 - Tjader
- F 8407 & F 8408 : Duke Ellington - Second Sacred Concert (2 LP)
- F 8409 : Redwing - Redwing
- F 8410 : Creedence Clearwater Revival - Pendulum
- F 8411 : David Wiffin - David Wiffin
- F 8412 : Mark Spoelstra	- This House
- F 8413 : James Trumbo - Peace Before We Die
- F 8414 : Woody Herman / Michael Bloomfield - Brand New
- F 8015 : Kimberley Briggs - Passing Clouds
- F 8416 : Cal Tjader	- Agua Dulce
- F 8417 : Bola Sete - Shebaba

#### Année 1972: Disques LP33cm(ou 12")
- F 8418 : Creedence Clearwater Revival - Pendulum (Réédition)[2]?
- F 8419 : Duke Ellington - Latin American Suite
- F 8420 : Cal Tjader - Latin Concert (Réédition)
- F 8421 : Merl Saunders - Heavy Turbulence
- F 8422 :
- F 8423 : Rudy Ramos - Hard Knocks and Bad Times
- F 8424 : Shelly Nemetz - Shelly Nemetz
- F 8425 : Cal Tjader	 - Latin Kick
- F 8426 :
- F 8427 :
- F 8428 :
- F 8429 :
- F 8430 : Vince Guaraldi - A Boy Named Charlie Brown
- F 8431 :	Vince Guaraldi - A Charlie Brown Christmas